# Tiffanyteknik

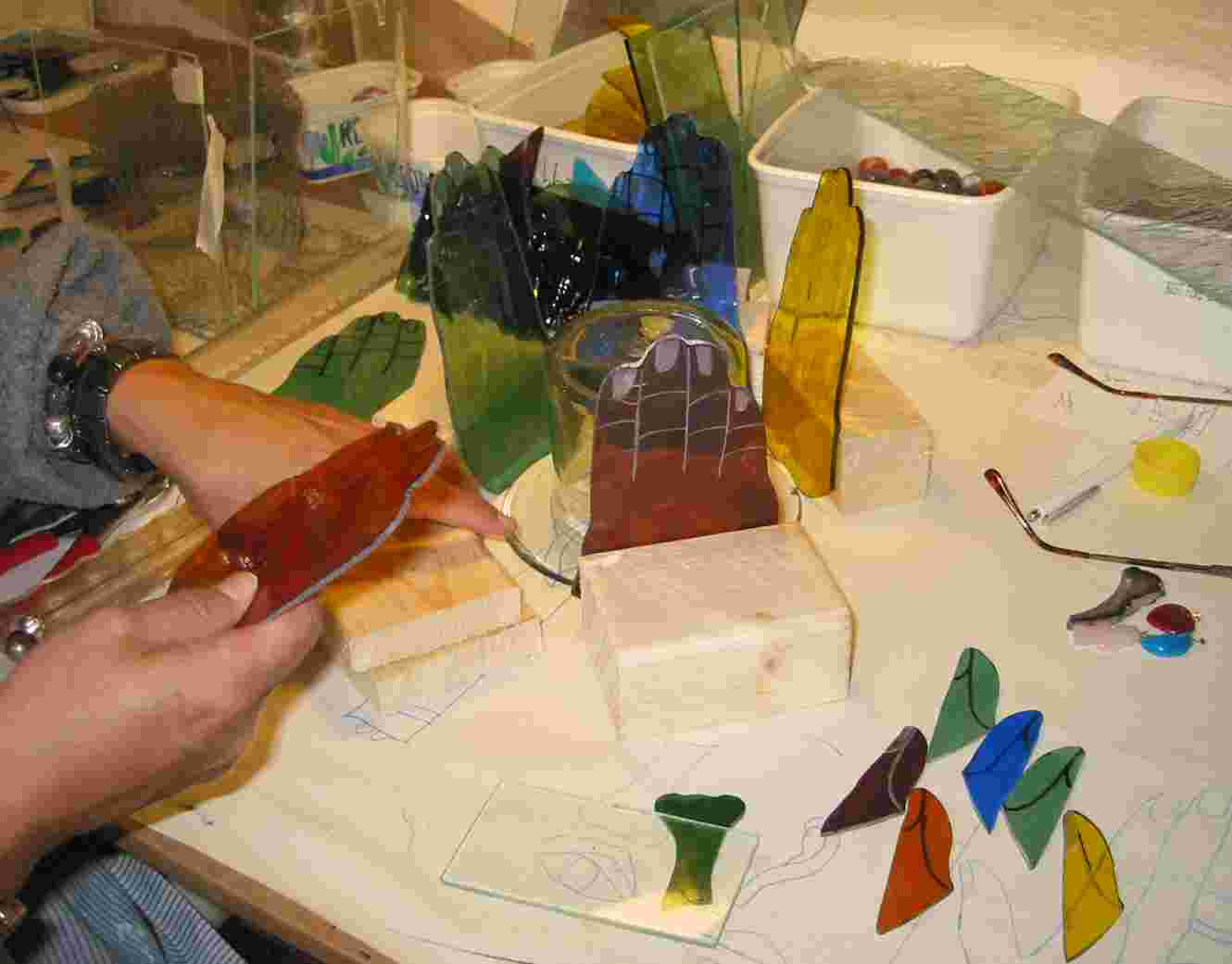
Tiffanyteknik.

Tiffanyteknik eller kopparfolieteknik är ett hantverk med färgat planglas som utgångsmaterial. Äldre teknik för att tillverka fönster med liknande resultat är blyinfattning.
Glaset tillskärs och slipas för att passa in i verket. Glasbitarna beläggs med kopparfolie och löds samman med lod av tenn/bly. Tekniken uppfanns i slutet av 1800-talet av Sanford Bray, och användes senare inom juvelerarfirman Tiffany & Co under Louis Comfort Tiffanys ledning.

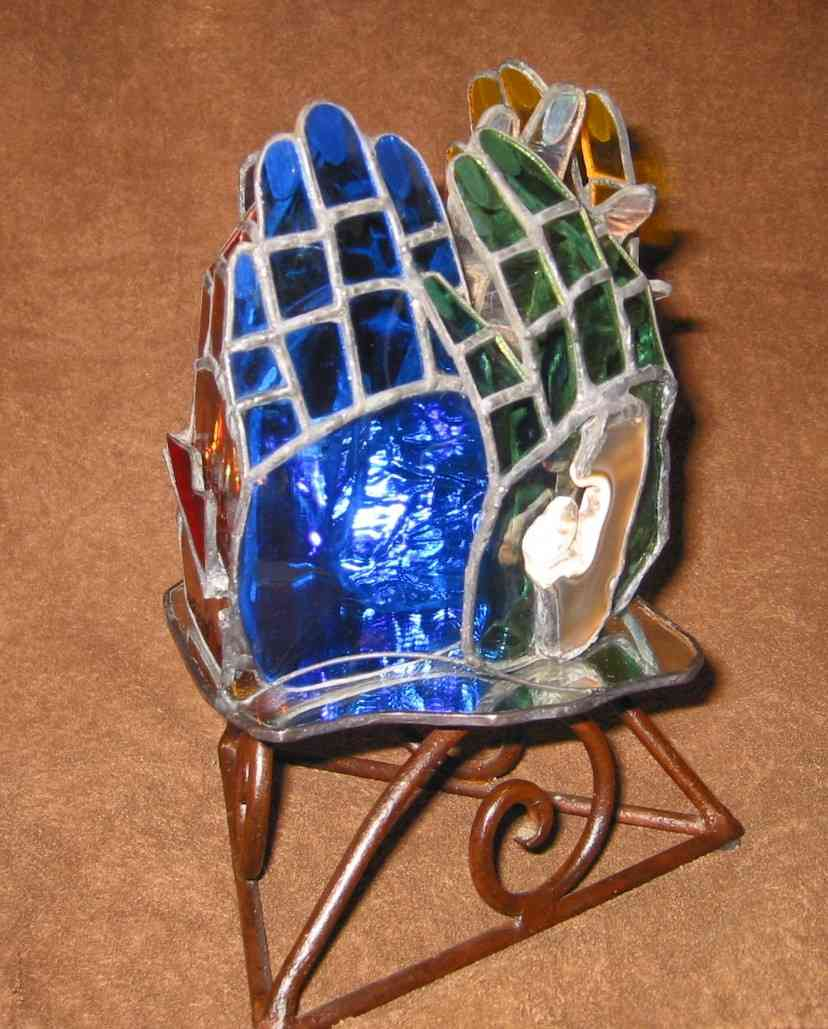
Konstverk.
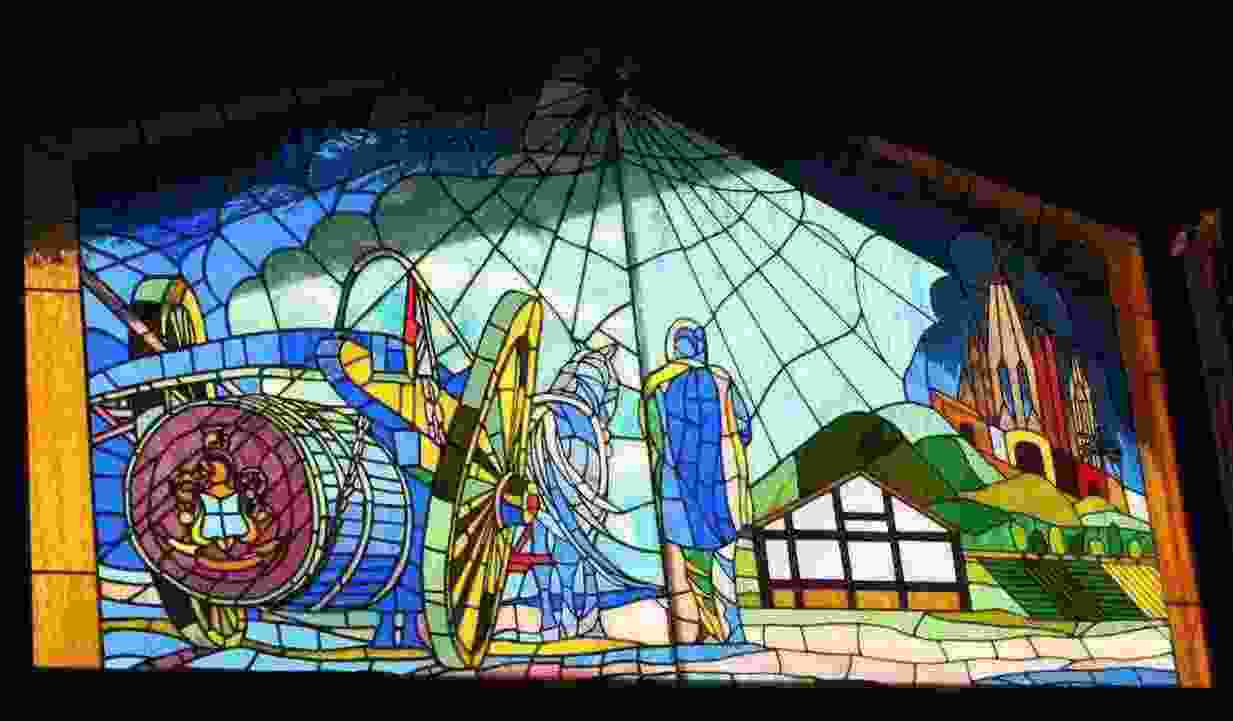
Fönster.
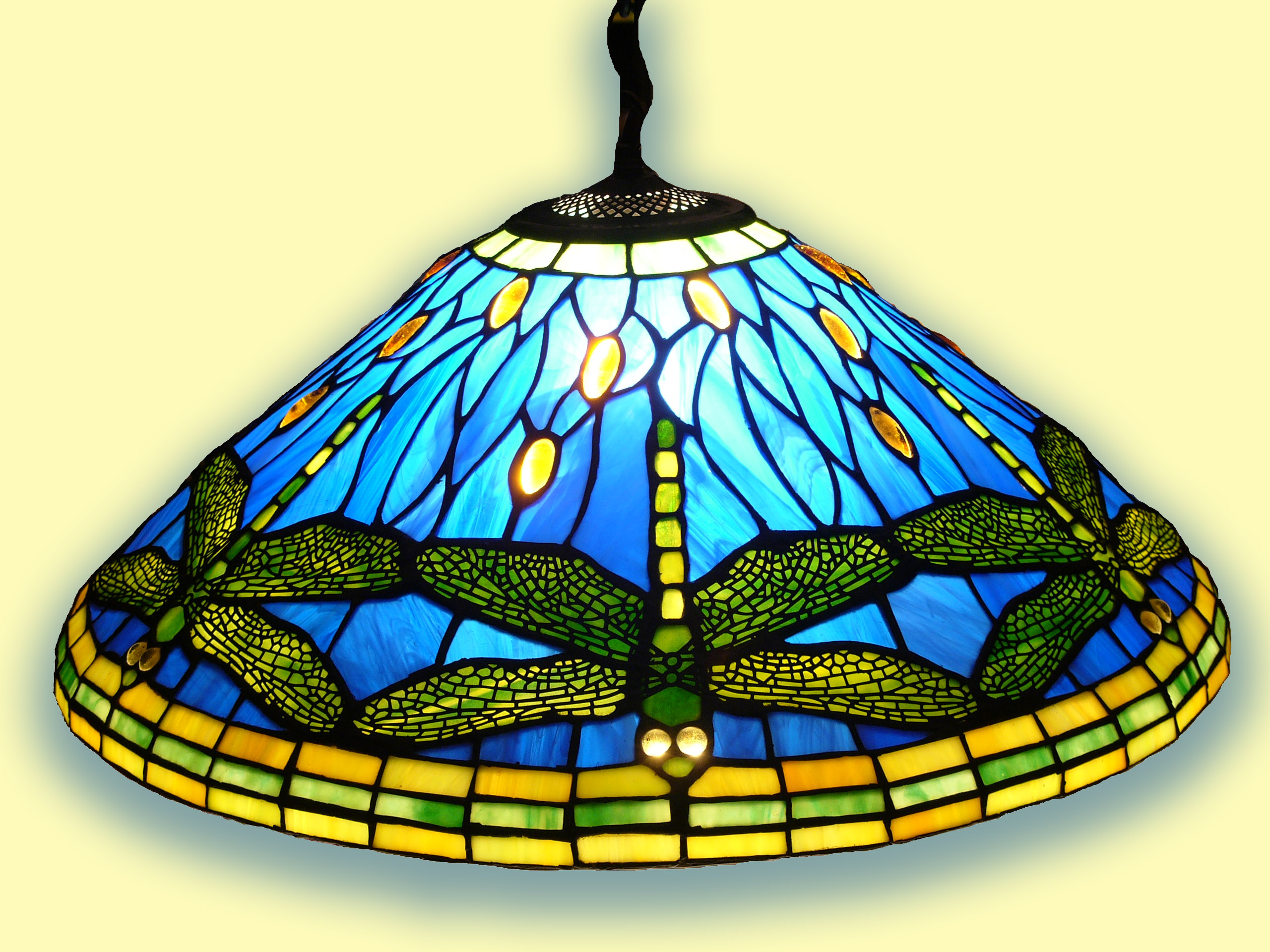
Lampskärm.